# Abbazia di Calder
L'abbazia di Calder era un edificio religioso del Cumberland, in Gran Bretagna. Fondata nel XII secolo, ha avuto una storia travagliata quanto breve, terminata con la dissoluzione nel XVI secolo. Gli antichi edifici sopravvivono solo parzialmente entro una residenza privata, mentre il resto è in rovina o è andato distrutto.

## Storia
L'abbazia venne fondata da Ranulph de Gernon, conosciuto anche come il Meschino, attorno al 10 gennaio 1134, l'edificio constante di un mulino era stato costruito in legno e venne donato ai frati dell'Ordine di Savigny, dipendenti dalla casa madre dell'Abbazia di Furness.
Solo quattro anni dopo nel bel mezzo della contorta situazione politica conseguente alla morte senza eredi maschi di Enrico I d'Inghilterra, Davide di Scozia lanciò un raid sulla regione e l'abbazia ne subì le razzie sotto la guida di William FitzDuncan. Il convento venne depredato e i monaci furono costretti a lasciarlo, la spoliazione unita alla relativa povertà dei beni che afevano li spinsero a trovare rifugio presso l'abbazia madre di Furness. L'abate di Furness era però tutt'altro che d'accordo a che i frati abbandonassero il monastero tanto che questi furono costretti a lasciare la casa madre e cercare riparo altrove. Dopo varie peregrinazioni giunsero presso l'Abbazia di Rievaulx e infine si sistemarono presso Stocking dove costruirono la grande Abbazia di Byland.
Gli ex-monaci di Calder temevano comunque il costante controllo dell'abate di Furness, che si recò in Francia nel 1142 per sottoporre il caso alle autorità dell'ordine, e alla fine essi vennero liberati dalla sua giurisdizione. Nello stesso anno i frati tentarono di nuovo di rimettere in piedi l'abbazia di Calder, questa volta contando sull'appoggio del nobile che una volta li aveva depredati, sei anni dopo, nel 1148, l'ordine di Sauvignac venne assorbito da quello dei cistercensi, compresi, ovviamente, i monaci di Calder.
Attorno al 1180 venne costruita una chiesa in pietra la cui porta occidentale costituisce ad oggi il maggior reperto esistente dell'edificio, mentre gran parte dell'edificio venne ricostruito attorno al 1220 secondo lo stile inglese da Thomas de Multon di Egremont. L'abbazia non divenne mai ricca, nel 1535 l'introito annuale non superava le 50 £ e dopo la Dissoluzione dei monasteri in Inghilterra l'unica reliquia in possesso della chiesa era una sorta di cintura che si pretendeva appartenesse alla Vergine Maria. Nel 1535 gli emissari della corona stesero sul suo conto un rapporto piuttosto impietoso, tanto che l'anno seguente Enrico VIII d'Inghilterra ne ordinò la dissoluzione. 
In seguito il re donò l'edificio al giurista Thomas Legh (morto 1545) che levò il tetto vendendolo insieme a tutti gli altri beni disponibili fino a ridurre l'edificio in rovina, nel corso dei secoli il monastero passò diverse volte nelle mani di diversi laici, stato in cui si trova ancora oggi. Gran parte del chiostro e dei suoi edifici sono oggi incorporati in un edificio molto più grande che è diventato parte di una grande residenza privata, la Calder Abbey House, che non la rendono accessibile al pubblico. Anche altri edifici adiacenti come la Sala capitolare, sono ormai in rovina e non visitabili.
Nel 1934 venne celebrata una messa per ricordarne l'800º anniversario di fondazione cui parteciparono diverse centinaia di persone.